# Менжулюк
Менжулюк — хутор в Старооскольском городском округе Белгородской области, входящий в состав Роговатовской сельской территории. Расстояние до Старого Оскола составляет 57 км.

## История
Название хутора имеет польское происхождение.
В середине XX века на территории хутора действовали колхозы «Заря коммунизма» и «Рассвет».
В 1950-е гг. Менжулюк входил в Преображенский сельсовет. В декабре 1962 г. хутор вошел в состав Старооскольского района.
В 2013 г. в хуторе Менжулюк проживало 69 человек.

## Население
| 2002 | 2010 |
| ---- | ---- |
| 81   | ↘71  |